# Изгаршев, Пётр
Пётр Павел Изгаршев (пол. Piotr Paweł Izgarszew; 7 марта 1955, Варшава — 10 марта 2007, Варшава) — польский диссидент-антикоммунист, активист профсоюза Солидарность и подпольных Групп сопротивления «Солидарные» во время военного положения. Организовывал и лично участвовал в акциях прямого действия. Отличался в оппозиции политическим радикализмом и жёсткими методами. Подвергался политическим репрессиям в ПНР. В Третьей Речи Посполитой — профсоюзный деятель, специалист по полиграфии.

## Транспортный служащий
Родился в варшавской рабочей семье. Работал на столичном транспортном предприятии Transbud-Warszawa. Занимался рассмотрением жалоб и урегулированием конфликтов, связанных с транспортировками. С юности придерживался антикоммунистических взглядов, был противником правящей компартии ПОРП.
В 1980 Пётр Изгаршев поддержал создание независимого профсоюза Солидарность. Однако, главным для себя он избрал не профсоюзное, а самоуправленческое направление. Был членом производственного совета на своём предприятии. Впоследствии Изгаршев говорил, что хотел «непосредственно изменить систему труда, а не только предъявлять требования». Вёл антикоммунистическую агитацию в библиотеке предприятия.

## Радикальный подпольщик
13 декабря 1981 в Польше было введено военное положение. Установилась власть Военного совета национального спасения во главе с первым секретарём ЦК ПОРП генералом Ярузельским. «Солидарность» была запрещена и подверглась репрессиям, около 10 тысяч человек интернированы. Но некоторые активисты продолжили борьбу в нелегальных формах.
Уже 13 декабря Пётр Изгаршев объехал несколько бастующих предприятий Варшавы, связался с профсоюзными лидерами в Гданьске. Он сделал выбор в пользу подпольной борьбы с перспективой всеобщей забастовки и уличного восстания. Впоследствии Изгаршев признавал, что предвидел драки с милицией. После майских протестов 1982 он однозначно выступал за создание «подпольной армии против общего врага, где не ведётся идеологических дискуссий, а выполняются приказы». В первый же день военного положения он продемонстрировал оперативные способности, сумев уйти от преследования. При этом он длительное время успешно скрывал свою принадлежность к подполью, продолжал работать в Transbud-Warszawa и вести там тайную агитацию.
Пётр Изгаршев сохранил принтер IBM — современную по тем временам полиграфическую машину. На нём продолжал печататься в подполье журнал Tygodnik Mazowsze — издание «Солидарности» столичного региона Мазовше. Вместе с сестрой Эвой вышел на связь с подпольем завода «Урсус» — главного оплота варшавской «Солидарности». Изгаршев стал одним из учредителей организации ViS (Victoria i Solidarność) — объединения подпольных профсоюзных ячеек девяти варшавских заводов и НИИ, готовивших всеобщую забастовку.
Аналогично поступили члены его семьи. Сестра Эва была активисткой «Солидарности». Тётя Казимера — членом Конфедерации независимой Польши (KPN) и помнила ещё борьбу Армии Крайовой. Бабушка Анна организовала у себя продовольственный склад для подполья.
В начале 1982 Пётр Изгаршев через Януша Рамотовского и Гжегожа Ячиньского установил связь с Группами сопротивления «Солидарные» (GOS) — радикальной подпольной организацией Теодора Клинцевича и Болеслава Яблоньского. В этой структуре он увидел основу «подпольной армии». Вошёл в одну из уличных команд и в технический отдел GOS. Был известен соратникам под псевдонимом Павелек (по второму имени) и прозвищем Толстый Пётр (по массивной комплекции).
Пётр Изгаршев взял на себя изготовление и применение технических средств прямого действия — коктейлей Молотова, металлических шипов для прорезания шин и блокирования автозаков ЗОМО, химикатов для нелетальных атак. Производственное оснащение поступало от сочувствующих варшавских рабочих. Именно Изгаршев наиболее активно приобретал огнестрельное оружие. В условиях «польско-ярузельской войны» он считал возможным даже союз с уголовными элементами, если они настроены против режима, соблюдают подпольную дисциплину и выполняют договорённости. Всё это категорически запрещали лидеры подпольной «Солидарности» Збигнев Буяк и Виктор Кулерский. Из-за этого временами возникали разногласия и конфликты.
Акции Изгаршев совершал лично. Он поднимался к дверям квартир осведомителей госбезопасности СБ и пропагандистов режима, нажимал звонок, бросал в открытую дверь капсулу с химикатами и быстро скрывался. Известен случай, когда одна из капсул лопнула в кармане пальто. Изгаршеву пришлось пережидать на конспиративной квартире GOS. Соратница пыталась выстирать и проветрить, но этого не удалось — одежду пришлось сменить.
31 августа 1982 по призыву подпольной «Солидарности» во многих городах Польши поднялись массовые протесты против военного положения. На этот раз «Солидарные» организованно участвовали в столкновениях с ЗОМО. Пётр Изгаршев дрался на площади Гжибовского. 1 мая 1983 он снова участвовал в запрещённой демонстрации, был задержан и избит ЗОМО — только после этого СБ стал известен характер его деятельности, но и то в общих чертах. Изгаршева уволили из Transbud-Warszawa, он поступил на табачный завод Ponar-Avia. В конце мая был арестован на рабочем месте, освобождён за недостатком улик и перешёл на нелегальное положение. 7 июля 1983 Изгаршев вместе с соратником устроили газовую атаку в милицейском спецраспределителе, после чего вновь сумели скрыться.

## Оппозиционный активист
22 июля 1983 военное положение было отменено. Однако GOS, как «экстремистская организация», могли действовать только в подполье. Силовые акции были прекращены с конца 1983, после присуждения Леху Валенсе Нобелевской премии мира (Теодор Клинцевич посчитал, что теперь такие действия будут компрометировать «Солидарность»). 13 декабря 1983 Пётр Изгаршев по совету Януша Ромотовского решил воспользоваться законом об амнистии. Проконсультировавшись с адвокатом, он явился в дзельницкую (районную) прокуратуру Жолибожа. Дал формальные показания о собственной деятельности, но отказался называть кого бы то ни было ещё. Молодой прокурор отнёсся с пониманием.
Формально будучи на легальном положении, Пётр Изгаршев продолжал активную антирежимную деятельность. Издавал и распространял печатные агитматериалы, вывешивал баннеры, организовывал настенную агитацию. Он участвовал в изготовлении 56 баннеров общей площадью 1200 квадратных метров. Изгаршев разработал технический комплекс, включавший вывешивание баннера, автоматическое разбрасывание тысяч листовок и пиротехнический эффект. Креативные мероприятия GOS, как отмечалось впоследствии, воодушевляли многих поляков. Особенный размах был достигнут в 1986. Также Изгаршев участвовал в работе нелегальной типографии KPN. Продолжал распространять «Tygodnik Mazowsze» и другие подпольные издания. Впоследствии он говорил, что полиграфические навыки приобретённые в подполье, определили его будущую профессию.
1 мая 1984 Изгаршев участвовал в несанкционированной демонстрации, месяц находился под арестом. В СБ была заведена оперативная разработка о его «диверсионно-террористической деятельности», но такие данные сочтены неподтверждёнными.
В марте 1987 Пётр Изгаршев был вновь арестован СБ — за расписывание лозунгами «Солидарности» 73 варшавских трамваев. На этот раз он был осуждён на полтора года ограничения свободы. Последним заданием, которое Изгаршев получил от Клинцевича, была разведка в казармах ЗОМО во время забастовочной волны осенью 1988. Задача заключалось в тщательном изучении коммуникаций на предмет блокирования выхода. Весной 1989, во время заседаний Круглого стола, такая разведка производилась вновь — не планируют ли власти силовой срыв диалога и подавление оппозиции.

## Революционер после революции
4 июня 1989 «Солидарность» одержала победу на парламентских выборах. Вскоре ПОРП была отстранена от власти, ПНР преобразована в Третью Речь Посполитую. Свою деятельность в этот период Пётр Изгаршев характеризовал как «экспорт революции»: вместе с Богданом Борусевичем отправлял полиграфическую технику и консультировал работников типографий литовского Саюдиса, украинского Руха, Белорусского народного фронта, монгольских демократов (в 2001 Изгаршев получил свою единственную награду — медаль «10-летие демократизации Монголии»).
В 1991—1994 Пётр Изгаршев был председателем одного из варшавских территориальных комитетов «Солидарности». Окончил факультет кибернетики варшавской Военно-технической академии. Работал главным специалистом полиграфии варшавской муниципальной полиции.
Пётр Изгаршев скоропостижно скончался через три дня после своего 52-летия. Похоронен на Брудновском кладбище.

## Награды
- Офицер ордена Возрождения Польши (2 июня 2009 года, посмертно)[8]